# Jon and Roy

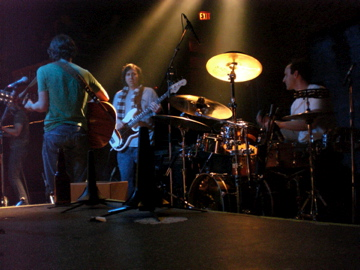
Canadian band Jon and Roy playing a gig at Richard's on Richards, Vancouver, BC.

Jon & Roy é uma banda de folk-rock / reggae / country-rock formada por 3 (três) músicos da cidade de Victoria, capital da província da Columbia Britânica no Canadá. Atualmente são os integrantes: Jon Middleton (vocalista e violão), Roy Vizer (bateria), e Louis Sadava (baixista).

## Carreira
Jon Middleton, cantor-compositor e guitarrista e Roy Vizer o baterista, se conheceram na época da Universidade.  Eles formaram a banda e começaram a tocar e fazer shows em Victoria e Vancouver no ano de 2003. Multi-instrumentalista Dougal Bain Mclean entrou para a banda em 2004 e eles gravaram seu primeiro CD Sittin’ Back com engenheiro de gravações e produtor Stephen Franke em 2005. 
Depois de uma viagem juntos para a Austrália, Jon & Roy fizeram um intervalo na agenda de shows entre 2006 e 2007. Nesse tempo Jon gravou um CD solo After a Trip enquanto Vizer e Mclean moravam em Vancouver. Em 2007, a banda voltou a tocar e gravou o CD Another Noon, novamente com Stephen Franke no estúdio Blue Heron.
Em Abril de 2010 Jon & Roy lançou o CD Homes. Críticos escreveram que o CD é “para você sair de casa, curtir o sol e deixar todos os seus bens materiais para trás”.  Através do Homes a banda conquistou mais renome e exposição. Assinaram contrato de propaganda com o banco ScotiaBank por 6 (seis) meses. Eles também fizeram um show comemorativo no Canada Day como a atração principal do evento.
Em seu quarto CD Let It Go, os críticos perceberam o estilo folk com um swing mais leve e o som principalmente instrumental.  O quinto CD By My Side foi composto nos ensaios informais na casa do Roy.

## Discografia

### Álbuns
- 2005 Sittin Back
- 2008 Another Noon (2009 US)
- 2010 Homes
- 2012 Let It Go
- 2014 By My Side